# Samakkhixay
Samakkhixay – dystrykt Laosu, znajdujący się w prowincji Attapu.

## Miejscowości
W dystrykcie Samakkhixay znajdują się 24 miejscowości: Attapu, Ban Chengsomkhot, Ban Don, Ban Fangdeng, Ban Fangxekaman, Ban Hatsati, Ban Hom Theung, Ban Khang, Ban Khang Loum, Ban Khang Theung, Ban Konghang, Ban Kongmun, Ban Lagnao, Ban Langkeo, Ban Noy, Ban Sixao, Ban Takdet, Ban Tammaleuy Nua, Ban Tammaleuy Tai, Ban Thahintek, Ban Thalan, Ban Vatlouang, Ban Xaisi i Muang May.